# Gusten Scoop
Gusten Scoop, född 1988, var en framgångsrik svensk travhäst, hingst efter Delvin Cosmos och Erna Nibs. Han startade i 88 travlopp, tog 18 segrar, och drog under sin karriär in 1 484 770 kronor. Gusten Scoop tränades och kördes fram till Svenskt Travderby 1992 av Sven-Erik Landin. Starterna i Svenskt Travderby resulterade i seger i försök och semifinal, men i finalloppet satte galopp stopp för en framskjuten placering. Han har använts i avel. Gusten Scoop såldes 1999 till hästägare i Finland.